# Las Flores (Californie)
Pour les articles homonymes, voir Las Flores.
Las Flores est une census-designated place du comté d'Orange, dans l'État de Californie, aux États-Unis,. En 2020, elle compte une population de 5 995 habitants.